# Chile Open 2023
Giải quần vợt Chile Mở rộng 2023 (còn được biết đến với Movistar Chile Open vì lý do tài trợ) là một giải quần vợt nam thi đấu trên mặt sân đất nện ngoài trời. Đây là lần thứ 25 Giải quần vợt Chile Mở rộng được tổ chức, và là một phần của ATP 250 trong ATP Tour 2023. Giải đấu diễn ra ở Santiago, Chile từ ngày 27 tháng 2 đến ngày 5 tháng 3 năm 2023.

## Điểm và tiền thưởng

### Phân phối điểm
| Sự kiện | VĐ  | CK  | BK | TK | Vòng 1/16 | Vòng 1/32 | Q  | Q2 | Q1 |
| Đơn     | 250 | 150 | 90 | 45 | 20        | 0         | 12 | 6  | 0  |
| Đôi     | 250 | 150 | 90 | 45 | 0         | —         | —  | —  | —  |

### Tiền thưởng
| Sự kiện | VĐ      | CK      | BK      | TK      | Vòng 1/16 | Vòng 1/32 | Q2     | Q1     |
| Đơn     | $97,760 | $57,025 | $33,525 | $19,425 | $11,280   | $6,895    | $3,445 | $1,880 |
| Đôi*    | $33,960 | $18,170 | $10,660 | $5,950  | $3,510    | —         | —      | —      |

*mỗi đội

## Nội dung đơn

### Hạt giống
| Quốc gia | Tay vợt                 | Xếp hạng1 | Hạt giống |
| -------- | ----------------------- | --------- | --------- |
| ITA      | Lorenzo Musetti         | 18        | 1         |
| ARG      | Francisco Cerúndolo     | 32        | 2         |
| ARG      | Sebastián Báez          | 35        | 3         |
| ARG      | Diego Schwartzman       | 38        | 4         |
| ESP      | Albert Ramos Viñolas    | 47        | 5         |
| SRB      | Laslo Đere              | 57        | 6         |
| ARG      | Pedro Cachín            | 59        | 7         |
| ESP      | Bernabé Zapata Miralles | 63        | 8         |

- Bảng xếp hạng vào ngày 20 tháng 2 năm 2023.[2]

### Vận động viên khác
Đặc cách:
- Cristian Garín
- Alejandro Tabilo
- Dominic Thiem[3]

Miễn đặc biệt:
- Nicolás Jarry

Vượt qua vòng loại:
- Riccardo Bonadio
- Juan Manuel Cerúndolo
- Yannick Hanfmann
- Camilo Ugo Carabelli

Thua cuộc may mắn:
- Carlos Taberner

### Rút lui
- Federico Coria → thay thế bởi  Juan Pablo Varillas
- Bernabé Zapata Miralles → thay thế bởi  Carlos Taberner

## Nội dung đôi

### Hạt giống
| Quốc gia | Tay vợt            | Quốc gia | Tay vợt              | Xếp hạng1 | Hạt giống |
| -------- | ------------------ | -------- | -------------------- | --------- | --------- |
| ARG      | Máximo González    | ARG      | Andrés Molteni       | 81        | 1         |
| KAZ      | Andrey Golubev     | KAZ      | Aleksandr Nedovyesov | 112       | 2         |
| COL      | Nicolás Barrientos | URU      | Ariel Behar          | 112       | 3         |
| POR      | Francisco Cabral   | SRB      | Nikola Ćaćić         | 130       | 4         |

- Bảng xếp hạng vào ngày 20 tháng 2 năm 2023.

### Vận động viên khác
Đặc cách:
- Tomás Barrios Vera /  Alejandro Tabilo
- Thiago Seyboth Wild /  Matías Soto

### Rút lui
- Marco Bortolotti /  Sergio Martos Gornés → thay thế bởi  Sergio Martos Gornés /  Carlos Taberner
- Marcelo Demoliner /  Andrea Vavassori → thay thế bởi  Andrea Pellegrino /  Andrea Vavassori
- Thiago Monteiro /  Fernando Romboli → thay thế bởi  Luis David Martínez /  Fernando Romboli

## Nhà vô địch

### Đơn
- Nicolás Jarry đánh bại  Tomás Martín Etcheverry, 6–7(5–7), 7–6(7–5), 6–2

### Đôi
- Andrea Pellegrino /  Andrea Vavassori đánh bại  Thiago Seyboth Wild /  Matías Soto, 6–4, 3–6, [12–10]